# محمد تیجانی

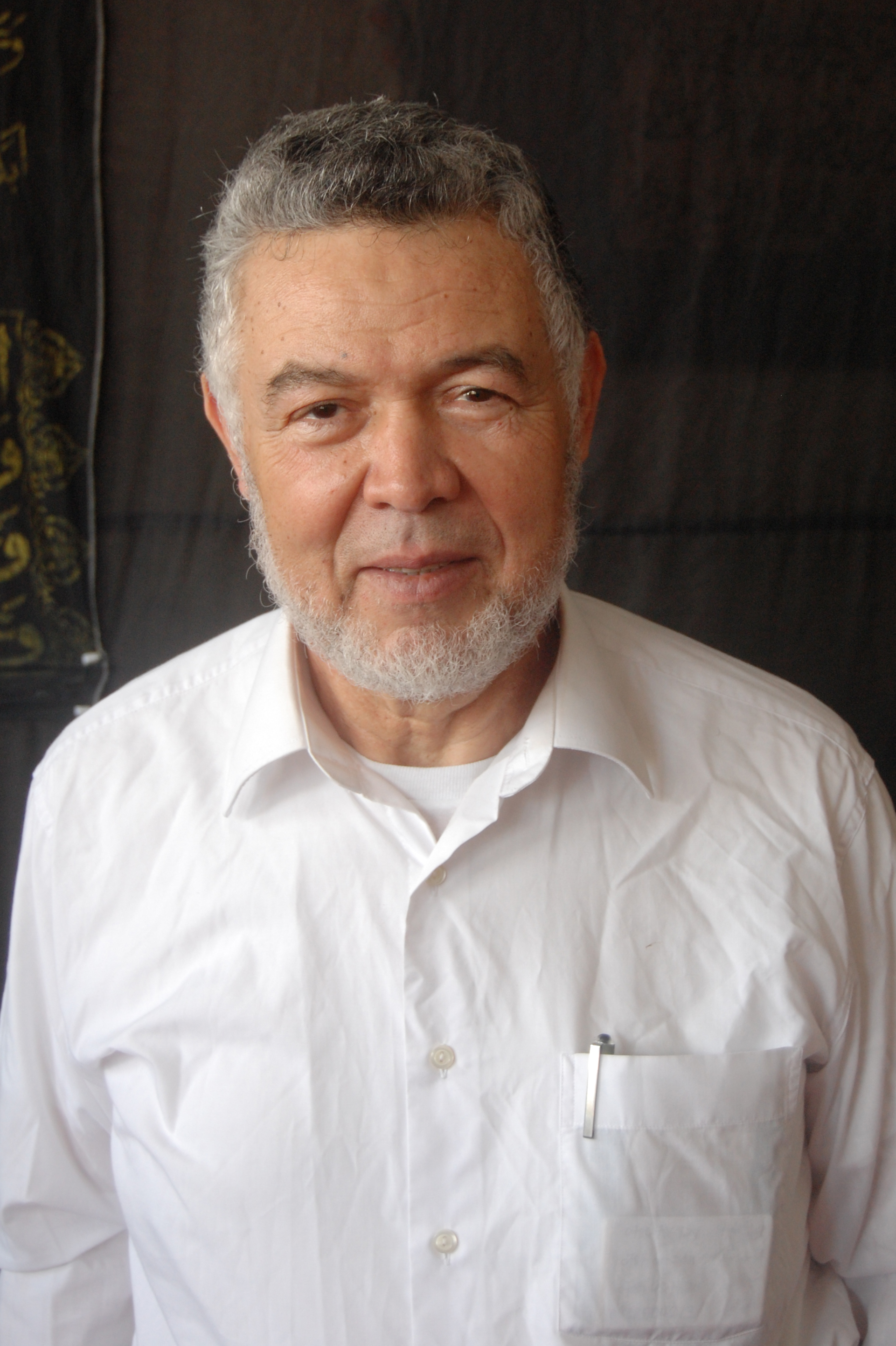
محمد تیجانی سماوی

محمد تیجانی سماوی، اسلام‌پژوه تونسی و یکی از علمای تیجانیه مذهب بود که شیعه شد. 

## زندگی و تحصیلات
در ۲ فوریه ۱۹۴۳ (میلادی) برابر ۱۳۲۲ خورشیدی) در شهر «قفصه» در جنوب تونس زاده شد. خانواده او اصالتاً از شهر «سماوه» عراق بودند که بعدها به تونس مهاجرت کردند. تحصیلات ابتدایی را در یکی از شعبه‌های دانشگاه زیتونه گذراند و پس از استقلال تونس و به مدارس فرانسوی عربی رفت و نهایتاً مدارج دبیرستان پیش‌دانشگاهی را گذراند.
سپس استادیار مؤسسه پیش‌دانشگاهی یوبسای شد. پس از ۱۷ سال تدریس با مرخصی از آموزش و پرورش تونس، وارد دانشگاه سوربن شد. بیش از ۸ سال به بررسی و تطبیق میان ادیان، ادیان توحیدی سه‌گانه پرداخت و پس از گرفتن لیسانس تحقیقات تخصصی در این زمینه از دانشگاه سوربن فارغ‌التحصیل شد و همچنین در رشته فلسفه و علوم انسانی و پس از آن در رشته تخصصی تاریخ و مذاهب اسلامی از این دانشگاه دکترای درجه ۳ و سپس دکترای بین‌المللی را اخذ کرد.
وی مردادماه ۱۴۰۱ در دیدار با محمود احمدی‌نژاد، از او به عنوان «اولین شکاف انداخته در نظمِ ظالم حاکم بر جهان» یاد کرد.

## اسلام
در ۱۰ سالگی نیمی از قرآن را حفظ بود. تیجانی در ۱۹۶۴ (میلادی) هنگامی که در کنفرانس مربوط به عرب‌های مسلمان در مکه شرکت کرده بود تحت تأثیر اهل سنت قرار گرفته و به سوی تفکرات آنان گرایش پیدا کرد و چنان‌که خود می‌گوید: «آرزو می‌کرد که ای کاش همهٔ مسلمانان این عقیده را داشتند». از این روی تصمیم سفر به لیبی، مصر، لبنان، سوریه، اردن و عربستان و انجام حج عمره گرفت.
در مصر با عبدالباسط عبدالصمد و برخی علما ملاقات کرد و در آنجا پیشنهاد اقامت در دانشگاه الازهر به وی شد. در حین سفر به بیروت، در کشتی، با «منعم» یکی از اساتید دانشگاهی در عراق که شیعه مذهب بود آشنا می‌شود.

## تشیع
وی در نجف اشرف به محضر آیت‌الله خوئی و محمدباقر صدر رسید، و بعد از مناظره و گفتگو و همچنین پس از بررسی‌های فراوان، در سن ۲۴ سالگی شیعه شد.
تیجانی پس از شیعه شدن کتابی را با عنوان ثم اهتدیت (آن گاه که هدایت شدم) تألیف کرد و مطالب فراوانی بر ضد اهل سنت نوشت و به اثبات حقانیت شیعه پرداخت

## تأسیس مرکز نشر معارف اهل بیت در ایران
وی به منظور آگاهی بخشی و نشر معارف اهل بیت و مذهب تشیع ویژه گردشگران بین‌المللی و مستبصرین در مشهد، مرکز نشر معارف اهل بیت را تأسیس خواهد کرد.

## آثار
تاکنون، او ۱۱ کتاب پیرامون مذهب تشیع نگاشته‌است از معروف‌ترین آنهاست:
- آنگاه هدایت شدم
- اهل سنت واقعی
- همراه با راستگویان
- از آگاهان بپرسید
- راه نجات بایگانی‌شده  در ۱۱ ژوئیه ۲۰۲۰ توسط Wayback Machine
- اهل بیت، کلید مشکل‌ها
- سفرها و خاطره‌ها بایگانی‌شده  در ۱۱ ژوئیه ۲۰۲۰ توسط Wayback Machine
- اول مظلوم عالم بایگانی‌شده  در ۱۷ ژوئن ۲۰۱۹ توسط Wayback Machine
- چکیده اندیشه‌ها